# ジュルジュ県
| 県章 ジュルジュ県の位置 |                     |
| 地域                    | 南部地域            |
| 歴史的な地域            | ワラキア            |
| 県都                    | ジュルジュ          |
| 面積                    | 3,526km²            |
| 人口                    | 262,066人（2021年） |
| 人口密度                | 74人/km²            |
| ISO 3166-2              | RO-GR               |

ジュルジュ県 （ジュルジュけん、Judeţul Giurgiu）は、ルーマニア・ムンテニア地方の県。県都はジュルジュ。東はカララシ県、西はテレオルマン県、北をイルフォヴ県とドゥンボヴィツァ県、南はブルガリア・ルセ州と接する。

## 人口統計
人口は262,066人（2021年国勢調査）。主要民族構成は下記の通りである。
- ルーマニア人 - 223,571人
- ロマ人 - 11,964人

| 年   | 県人口  |
| ---- | ------- |
| 1948 | 313,793 |
| 1956 | 325,045 |
| 1966 | 320,120 |
| 1977 | 327,494 |
| 1992 | 313,352 |
| 2002 | 297,859 |
| 2011 | 265,494 |
| 2021 | 262,066 |

## 地理
面積は3,526平方キロメートル。県はルーマニア平原の南部に位置する。平坦な土地が一望でき、小さな河川が流れる。南部にはブルガリアとの国境となっているドナウ川が谷を作っている。北部には、アルジェシュ川（en:Argeş River）とドゥンボヴィツァ川が流れる。

## 経済
県は2つの経済発展地域を抱える。一つはジュルジュの「ジュルジュ自由貿易特区」に近いため、もう一つは県北部が首都ブカレストに近接しているためである。県の主要産業は以下のとおりである。
- 食品・飲料製造
- 織物産業
- 化学工業
- 林業及び家具製造
- 機械部品製造

農業が県産業の主たる部分を占める。大規模・小規模農業のどちらも、ブカレストの市場へ供給する。耕地の59％が灌漑されている。

## 観光
県は近年、「ラウターリ」（en:lăutari　ロマを発祥とする伝統的な歌い手の総称）、中でもクレジャニ村出身のロマ音楽の楽団、タラフ・ドゥ・ハイドゥークスで有名になってきている。
- ジュルジュ

## 行政区画
県は1つの都市、3つの町、51の基礎自治体で構成される。

### 主な市町
- ジュルジュ
- ボリンティン＝ヴァレ（en:Bolintin-Vale）
- ミハイレシュティ（en:Mihăileşti）